# لاكو
لاكو هي بلدة تقع في منطقة سناج الشرقية من أرض صوماليلاند. تقع المدينة بين بدهان وعيلايو.

## طالع أيضًا
- سناج